# Нинечер
Нинечер (също познат и като Бенечер) е трети фараон от Втората египетска династия. Торинският канон предлага невероятното царуване от 96 години. Египетския историк Манетон предполага, че царуването на Нинечер е продължило 47 години. Египтолозите поставят под съмнение и двете твърдения като погрешни тълкувания или преувеличения. Те обикновено датират царуването му на 43 – 45 години.